# Camille Gutt
Camille Gutt, geboren Camille Guttenstein (Brussel, 14 november 1884 - Ukkel, 7 juni 1971) was een Belgisch econoom en minister.

## Biografie
Camille Gut was een zoon van Max Guttenstein (Gutštejn) en Marie-Paule Schweitzer. Zijn vader had de Oostenrijks-Hongaarse nationaliteit en was afkomstig uit Neu Zedlisch (Nové Sedliště) in het huidige Tsjechië. Zijn moeder kwam uit Bischwiller in de Elzas. In 1877 vestigden zij zich definitief in België, in 1886 verwierf zijn vader de Belgische nationaliteit. Zijn vader werkte als redacteur van de tsaristische krant Le Nord.
Hij promoveerde tot doctor in de rechten en licentiaat in de politieke en sociale wetenschappen aan de Université libre de Bruxelles. Naast beginnend advocaat was hij journalist voor La Chronique - waarvan zijn schoonvader directeur was -, La Gazette en het artistiek-literaire weekblad L'Éventail. In 1912 werd hij redacteur bij de Compte-rendu analytique van de Kamer van volksvertegenwoordigers.
Toen de Eerste Wereldoorlog uitbrak meldde Gutt zich als vrijwilliger bij het regiment van jagers te fiets en later het Franse Spahi-korps. Hij weigerde zijn bataljon naar de Dardanellen te volgen en trok naar Le Havre. In 1916 week hij uit naar Londen, waar hij werd benoemd (later secretaris) bij de Commissie voor oorlogsbevoorrading onder leiding van Georges Theunis, van wie hij een naaste adviseur werd.
Na de oorlog benoemde Theunis hem tot secretaris-generaal van de Belgische delegatie bij de Commissie voor Herstelbetalingen in Parijs. In 1920 werd hij kabinetschef van minister van Financiën Theunis, die later ook premier werd. Na de val van de regering-Theunis in 1925 werd Gutt door Emile Francqui, de sterke man van de regering-Jaspar, benoemd tot adjunct bij de Schatkist. Daar kreeg hij de taak om de internationale lening voor monetaire stabilisatie te onderhandelen met Anglo-Amerikaanse bankiers. Hij was ook kabinetsmedewerker van Francqui, die minister zonder portefeuille was. Hij hielp met de stabilisatie van de Belgische frank van oktober 1926.
In 1926 zette hij zijn eerste stappen in de zakenwereld. Hij werkte voor de groep van Édouard Empain. Na tussenkomst van Francqui stapte hij over naar de Société générale de Belgique, waar hij verkoopafgevaardigde voor het koper van Union Minière werd en vervolgens directeur bij de Société générale des minerais en beheerder van Electrorail. Hij was een van de belangrijkste onderhandelaars van de internationale overeenkomsten over zink en koper.
Hij was extraparlementair minister van Financiën in de regering-Theunis IV - de "regering van bankiers" - in de periode 1934-1935. Hiervoor gaf hij al zijn privémandaten op. Het politieke klimaat had een sterk antisemietische ondertoon. Gutt voelde zich gekwetst en verraden door Paul van Zeeland, die achter zijn rug een financieel programma inclusief de devaluatie van de Belgische frank had voorbereid. Zijn standpunten en toelichting bij de val van de regering lichtte hij toe in het boek Pourquoi le franc belge est tombé uit 1935.
Gutt keerde vervolgens terug naar non-ferrometaalsector van de Société générale de Belgique. Hij werd bestuurder van de Société générale métallurgique d'Hoboken en de Société des mines et fonderies de zinc de la Vieille-Montagne. In deze hoedanigheid werkte hij nauw samen met de nieuwe gouverneur, Alexandre Galopin.

### Tijdens de Tweede Wereldoorlog
In 1940 was Gutt een van de weinige ministers die na de Franse nederlaag wilden doorvechten aan de zijde van de Engelsen. Hij vluchtte begin augustus 1940 naar Londen en vormde samen met minister van Koloniën Albert de Vleeschauwer een voorlopige regering in ballingschap, die eind oktober 1940 werd uitgebreid met Hubert Pierlot en Paul-Henri Spaak.
Hij maakte keuzes om de regering van Londen overeind te houden. Zo koos hij er onder andere voor om Belgisch-Congo te dwingen om leningen toe te staan, terwijl hij in Londen kon beschikken over het grootste deel van het goud van de Nationale Bank. Dat laatste stelde hij liever ter beschikking van de Britten.
In het oorlogskabinet onder leiding van Pierlot was Gutt minister van Financiën, Landsverdediging, Economische Zaken en Verkeerswezen in 1940-1942, van Financiën en Economische Zaken in 1942-1943 en van Financiën in 1943-1944. Hij was een groot voorstander van een eigen Belgische gevechtseenheid in Engeland en voerde daartoe onder andere de dienstplicht in.
In zijn privébriefwisseling met onder anderen Georges Theunis toonde hij zijn onvrede over koning Leopold III. Hij vond dat België alles moest doen om diens "schandelijke" gedrag in mei 1940 (dat wil zeggen bij de capitulatie van het Belgische leger) te doen vergeten. Vanaf 1943 vatte hij de voorbereiding aan van de financiële ordening van België na de bevrijding.
Tijdens zijn verblijf in Londen was Gutt samen met Harry Dexter White en John Maynard Keynes betrokken bij de voorbereiding van de naoorlogse internationale economische en financiële samenwerking. Dit leidde tot de oprichting van het Internationaal Monetair Fonds en de Wereldbank. Ook was hij aanwezig bij de Conferentie van Bretton Woods.

### Na de oorlog
Na de oorlog was Gutt verantwoordelijk voor de in België doorgevoerde geldsanering. Deze muntsaneringsoperatie had als doel de geldhoeveelheid in te krimpen en de prijzen te stabiliseren. Gelden werden uit omloop genomen en de bankdeposito's, zicht- en termijnrekeningen werden geblokkeerd. De tijdelijk onbeschikbare fondsen werden in 1949 vrijgegeven, terwijl de definitief geblokkeerde bedragen vanaf de jaren 1950 in schijven werden teruggegeven. Deze muntsaneringsoperatie werd bekend onder de naam Operatie Gutt.
In 1945 werd hij benoemd tot minister van Staat. In 1946 werd hij de eerste president-directeur-generaal van het Internationaal Monetair Fonds, wat hij voor een periode van vijf jaar bleef. Hij werd later geassocieerd bestuurder van de Bank Lambert en voorzitter van de Ford Company Belgium.
In 1971 publiceerde hij zijn oorlogsherinneringen: La Belgique au carrefour, 1940-1944. Hij beschreef anekdotisch zijn belevenissen tussen 10 mei en 9 augustus 1940, zijn onderhandelingen met de Britten en de Amerikanen over het Belgische goud en uranium (New York, 1941 en 1943), zijn rol bij het creëren van de Benelux (1945) en uiteraard bij het bedenken van de operatie Gutt (1945).

## Privé
Gutt trouwde in 1906 met Claire Frick, dochter van Henri-Charles Frick, advocaat, burgemeester van Sint-Joost-ten-Node en directeur van de krant La Chronique. Zijn echtgenote werd later op de 100 m vrije slag wereldrecordhoudster zwemmen en nam in 1912 als eerste Belgische vrouw deel aan de Olympische Spelen.
In 1922 veranderde hij zijn naam door de toevoeging -enstein te schrappen, omdat dit een te Duitse klank had.
Tussen 1940 en 1944 leefde hij noodgedwongen gescheiden van zijn vrouw, die in Brussel was achtergebleven. Twee zoons overleefden de oorlog niet. Jean-Max Gutt verongelukte in 1941 tijdens zijn opleiding als oorlogspiloot in Engeland; François Gutt sneuvelde in 1944 bij de invasie van Normandië. Alleen Étienne Gutt leefde verder, en na als officier bij de luchtmacht aan de oorlog te hebben deelgenomen, werd hij professor aan de Université libre de Bruxelles en rechter in het Arbitragehof.
Gutt koesterde na de oorlog onverzoenlijke anti-Duitse gevoelens, mede gevoed door de manier waarop de oorlog zijn familie had geteisterd.